# كارل إف. ناثان
كارل إف. ناثان (بالإنجليزية: Carl F. Nathan)‏ هو عالم مناعة أمريكي، ولد في 20 أبريل 1946 في نيويورك في الولايات المتحدة.